# Serre–Tates sats
Inom algebraisk geometri, en del av matematiken, är Serre–Tates sats, bevisad av Serre och  Tate (1968) ett resultat som säger att under vissa krav har ett abelskt schema och dess Barsotti–Tategrupp samma infinitesimala deformationsteori.